# Sagittarius (band)
Sagittarius was een Amerikaanse sunshine pop-studioband.

## Geschiedenis
Producent Gary Usher was betrokken met muziek sinds de vroege jaren 1960. Hij schreef ook teksten voor sommige van Brian Wilsons vroege songs. Na aanzienlijke successen als producent, werd hij uiteindelijk stafproducent voor Columbia Records. Het was in deze functie dat hij gedurende 1967 Chad & Jeremy produceerde. Ze hadden meerdere songs van hem gespeeld, welke hij beleefde als gebrek aan om het even welk commercieel potentieel. Hij had een demo gehoord van de song My World Fell Down (ook opgenomen door de Britse popband The Ivy League) en speelde het het duo voor met de gedachte dat het een zekere hit zou worden. Ze deinsden terug voor het idee dat ze de song moesten coveren en Usher voelde, dat hij het zelf moest doen.
Hij haalde in Los Angeles sessiemuzikanten, evenals vrienden als Beach Boys-tournee-stand-in Glen Campbell, Bruce Johnston en zanger/producent Terry Melcher voor de zang. Hij sloot de opname af door toevoeging van een musique concrète-brug. Hij bood het aan bij het management van Columbia Records onder de bandnaam Sagittarius, genoemd naar zijn astrologisch sterrenbeeld.
De single bereikte een 70e plaats in de Billboard Hot 100. Toen er druk op de band werd uitgeoefend door Columbia Records voor een tournee, kwam aan het licht dat er geen band bestond. Usher ging desondanks werken aan een album voor Columbia Records onder de naam Sagittarius. Het meeste van dit werk werd gedaan samen met Curt Boettcher. Usher had Boettcher ontmoet, toen hij werkte met een band, die hij leidde en produceerde als The Ballroom. Ze hadden getekend bij Warner Bros. Records en ze namen een album op, dat toentertijd niet werd uitgebracht. Usher was hoe dan ook behoorlijk onder de indruk van Boettchers talenten en gebruikte hem als songwriter, muzikant en producent van het begin tot het einde van het album.
Voorafgaand aan het uitbrengen van het album, verscheen een andere single met de song Hotel Indiscreet als A-kant. De B-kant voor sommige van de Sagittarius-singles bestond uit instrumentals, die Usher als origineel had opgenomen voor andere studio-projecten. Zoals hier duidelijk het geval was met My World Fell Down, kenmerkte de overbrugging een niet verwant comedystuk door The Firesign Theatre, een andere Usher-ontdekking, maar anders dan de vorige single, flopte deze voor de hitlijst.
In 1968 werd het album Present Tense uitgebracht, maar dit werd een commerciële mislukking. Omdat Clive Davis een hekel had aan het gebruik van hard geluid in de twee singles, verwijderde Usher deze segmenten uit de albumversies. De albumversie van My World Fell Down benadrukte enkele stukken van toegevoegde muziek tussen de eerste en tweede coupletten, die niet voorkwamen in de singleversie en beide werden gemixt in stereo voor het album.
Hoe dan ook verliet Usher in 1969 Columbia Records om conform de regels, zijn eigen label Together Records op te richten. Usher begon te werken aan het ander Sagittarius-album The Blue Marble, maar deze keer bracht hij meer mee dan een muzikant, meer in het bijzonder een zanger. Net als hij had gedaan met het album Notorious Byrd Brothers van The Byrds, maakte hij royaal gebruik van een Moog-synthesizer tijdens de opname.
Een cover van In My Room, bijeengebracht als een single van The Blue Marble, werd een bescheiden hit (#86), echter het album miste de hitlijst. Meerdere niet op het album voorkomende singles werden uitgebracht door Together Records, voordat het label werd opgedoekt.
Beide Sagittarius-albums werden heruitgebracht op cd en beiden bevatten bonusnummers.

## Discografie

### Singles
- 1967: My World Fell Down
- 1969: In My Room
- 1969: I Guess the Lord Must Be in New York City

### Albums
- 1968: Present Tense
- 1969: The Blue Marble